# Anagyrus zygia
Anagyrus zygia is een vliesvleugelig insect uit de familie Encyrtidae. De wetenschappelijke naam is voor het eerst geldig gepubliceerd in 1966 door Trjapitzin.